# Surangi
Surangi fou un estat tributari protegit del tipus zamindari amb 212 km² i 129 pobles, al districte de Ganjam a Orissa. Els rages de Surangi van construir al segle xix un palau a Icchapurram, on van fixar residència. El 1953 el zamindari va passar a l'estat indi.

## Llista de rages
- Raja DINABANDHU Harishchandra Jagdev ?-1697
- Raja KESHAB RAJ Harishchandra Jagdev 1697-1715
- Raja MUKUND Harishchandra Jagdev 1715-?
- Desconeguts segle XVIII a 1876
- Raja KISHORE CHANDRA Chandra Harishchandra Jagdev 1876-1931
- Raja CHANDRACHUDA MANI Harishchandra Jagdev 1931-?
- Raja KIRTI CHANDRA Deo Harishchandra Jagadev ?-1953 (+1993)